# Rekordbyrån
Rekordbyrån är ett svenskt underhållningsprogram för barn som började sändas i SVT 1 2007 och numera visas i Barnkanalen. Programledare är Mikael Riesebeck som spelar byråkraten Gillis vars uppgifter är att godkänna rekord och presentera de rekord som filmats och fotograferats. Tittarna kan under programsäsongen själva filma och fotografera sina valfria rekordförsök och skicka in dessa till programmet för att få dessa bedömda och offentliggjorda av Gillis.

Under tredje säsongen fick Gillis hjälp av sin prao Hjördis, spelad av Ester Sjögren. Reklam- och produktionsbolaget Patrik Sthlm står för produktion av såväl TV-programmet som programmets webbsida.
Rekordbyrån nominerades till TV-priset Kristallen som bästa barn/ungdomsprogram 2010. År 2009 nominerades det som bästa barnprogram i underhållningsklassen på barn-TV festivalen i Ebeltoft.